# Костёл Святого Иоанна Крестителя (Варшава)
Костёл Святого Иоанна Крестителя (пол. Archikatedra św. Jana Chrzciciela, пол. Katedra św. Jana) — главный католический храм Варшавы, собор Варшавской архиепархии. Расположен в Старом городе, в составе которого входит в список Всемирного наследия ЮНЕСКО.

## История
Костёл Святого Иоанна Крестителя был возведён в 1390 году в стиле кирпичной готики как место коронаций и похорон князей Мазовии, став главным храмом города. В начале XVII века собор был оформлен внутри в стиле барокко, в 1618 алтарь украсила картина Джакомо Пальмы-младшего «Мадонна со святыми Иоанном Крестителем и Станиславом». В 1705 в соборе состоялась коронация Станислава Лещинского, а в 1764 — последнего короля Польши Станислава Понятовского, здесь же в 1791 присягнувшего на верность Майской конституции. После восстановления Польшей независимости собор приобрёл наряду с Вавелем роль Национального пантеона.
В 1944 наряду с остальным историческим центром города собор Святого Иоанна Крестителя был разрушен немецкими оккупационными войсками в ходе подавления Варшавского восстания, погибло всё внутреннее убранство. После войны собор был восстановлен с воссозданием предполагаемого первоначального облика.
Костёл Святого Иоанна Крестителя служит местом захоронения ряда выдающихся деятелей польской истории и культуры. В нём похоронены первый президент Польши Габриэль Нарутович, писатель Генрих Сенкевич, мазовецкие князья, художник Марчелло Бачиарелли, архиепископ Варшавы Стефан Вышинский, политические и военные деятели, музыканты Королевской капеллы. В 1990-е годы в собор был перенесён прах короля Станислава Понятовского, пианиста и государственного деятеля Игнация Падеревского, президентов страны Игнация Мосцицкого и Станислава Войцеховского.